# 燒珍肝
燒珍肝是廣東、香港和澳門地區的舊式燒臘鋪及茶樓賣的懷舊點心，雞肝燒得像叉燒，入口即化。但現在很多燒臘鋪都嫌麻煩不做。